# Cristóbal Botella y Serra
Cristóbal Botella y Serra (Alcoy, ca. 1867 - Madrid, 20 de marzo de 1921) fue un periodista español.

## Biografía
Nació en Alcoy (Alicante) alrededor de 1867, hijo de Cristóbal Botella Payá y Francisca Serra Planes. Tras cursar Derecho en la Universidad Central, ejerció la abogacía y fue profesor y pedagogo.
Se inició en el periodismo aún joven, en La Revista Católica de Alcoy.  Después colaboró o redactó en La Lealtad de Valencia y El Tradicional, de Valencia; en La Voz de Valdepeñas; en La Avalancha, de Pamplona y en La Gaceta del Norte, de Bilbao. Fue también colaborador de La Estrella del Mar y director de El Adalid, de la Congregación Mariana de los Luises de Madrid.
Destacó especialmente por su labor en el diario integrista madrileño El Siglo Futuro, dirigido por Ramón Nocedal, del que a finales del siglo XIX fue nombrado redactor-jefe.
Empleó diversos seudónimos, entre ellos, «Juan Esteve» y «Francés de Vinatea», en El Siglo Futuro, y «Estanislao» y «Pedro Crespo», en La Avalancha. En Alcoy publicó numerosos artículos y poesías de su autoría. Según Pere Roselló, habría muerto asesinado en Madrid. Sin embargo, el diario El Siglo Futuro escribió que «se sintió indispuesto, falleciendo seguidamente y de modo repentino».

## Obras
- El problema de la emigración (1888)
- Himno al Beato Juan de Ribera (Alcoy, 1895)
- Estudios históricos: El problema social y la Revolución Francesa (1902)
- Páginas de la vida estudiantil : colección de historietas íntimas y novelas cortas y artículos de buen humor (1892)
- El Apostolado de la Prensa XXVI Febrero de 1894
- El socialismo y los anarquistas (1895)
- Sin pretensiones (Colección de cuentos y novelas cortas) (1901)
- D. Cándido Nocedal (1821-85) (1913)
- Recuerdos de Nocedal (1917)
- Novelas ejemplares (1920)